# Myrull
Myrull, Eriophorum brachyantherum, är ett halvgräs.
Denna art förväxlas ibland med tuvull, Eriophorum vaginatum, med vilken den även bildar hybrider.